# Lei Orgânica do Município de São Paulo
A Lei Orgânica do Município de São Paulo é a lei maior. ou lei fundamental que rege a municipalidade e sendo oriunda da competência própria do processo legislativo do Município de São Paulo, a capital do estado brasileiro de São Paulo, em obediência à emanação da Constituição Federal e da Constituição estadual

## História
A Constituição brasileira de 1891 oficializou a tradição para que os  municípios fossem regidos por um diploma legal denominado lei orgânica ou lei de organização dos municípios, mas era um instituto de competência das Assembleias Legislativas estaduais. E as  Constituições do Estado de São Paulo detalham o instituto e seus textos..
Com a Constituição de 1988  a competência das Assembleias Legislativas foi transferida para as próprias Câmaras Municipais redigir, discutir, votar e promulgar as leis Orgânicas Municipais..

### 1990
Assim, seguindo o que dispõe o parágrafo único do art. 11 do Ato das Disposições Constitucionais Transitórias da Constituição brasileira de 1988, a Lei Orgânica do Município de São Paulo foi promulgada pela Assembleia Municipal Constituinte no dia 4 de abril de 1990 e publicada no Diário Oficial do Município de São Paulo na edição do dia 6 de abril de 1990.

## Texto
A redação do corpo ou texto original da Lei Orgânica de São Paulo compôe-se de uma literatura com 236 artigos e, a estes, acrescentam-se 22 artigos do texto das Disposições Gerais eTransitórias. Atualmente aumentados por emendas.

### Preâmbulo
| “ | Nós, representantes do povo do Município de São Paulo, reunidos em Assembléia Constituinte, respeitando os preceitos da Constituição da República Federativa do Brasil, promulgamos, sob a proteção de Deus, a presente Lei Orgânica, que constitui a Lei Fundamental do Município de São Paulo, com o objetivo de organizar o exercício do poder e fortalecer as instituições democráticas e os direitos da pessoa humana.. | ” |

### Constituintes
O texto tem a relação dos seguintes nomes:
- Gilberto Nascimento - Presidente
- Walter Abrahão - Vice-Presidente
- Devanir Ribeiro - Secretário
- Arnaldo de Abreu Madeira - Relator
- Francisco Whitaker Ferreira - Relator
- Luiz Carlos Moura - Relator
- Adriano Diogo
- Albertino Alves Nobre
- Aldo Rebelo
- Alex Freua Netto
- Almir Guimarães de Oliveira
- Antônio Carlos Caruso
- Antônio José da Silva Filho - Biro-Biro
- Antonio Nogueira Sampaio
- Arselino Tatto
- Aurelino Soares de Andrade
- Bruno Feder
- Éder Jofre
- Eduardo Matarazzo Suplicy
- Fausto Tomaz de Lima
- Gabriel Martins Ortega
- Geraldo Blota
- Henrique Pacheco
- Irede Cardoso
- Ítalo Cardoso de Araujo
- Jamil Achôa
- João Aparecido de Paula
- João Brasil Vita
- Jooji Hato
- José Guilherme Gianetti
- José Índio Ferreira do Nascimento
- José Luiz Bellegarde de Andrade Figueira
- José Viviani Ferraz
- Jucelino Silva Neto
- Júlio Cesar Caligiuri Filho
- Lídia Correa da Silva
- Marcos Mendonça
- Mário Masanobu Noda
- Maurício Faria
- Nelson Guerra
- Osvaldo Giannotti
- Osvaldo Sanches
- Paulo Kobayashi
- Pedro Bohomoletz de Abreu Dallari
- Roberto Trípoli
- Robson Tuma
- Tereza Cristina de Souza Lajolo
- Tita Dias
- Ushitaro Kamia
- Valfredo Ferreira Silva
- Walter Feldman
- Abel Ferreira Castilho
- Alfredo Martins
- Armelindo Passoni
- Avanir Duran Galhardo
- Francisco dos Santos Batista Filho
- Gilson Barreto
- Marcos Kertzmann
- Mauro Ailton Puerro
- Naylor Teles de Oliveira
- Terezinha Martins
- Vital Nolasco

Vereadores em exercício de cargo de Secretário Municipal:
- João Carlos Alves
- Juarez Soarez

In Memoria
- Francisco Altino Lima